# Maria Sava
Maria Sava (n. Macoviciuc; n. 1 august 1959, Baranca, România) este o canotoare română, campioană mondială la Nottingham 1986, la Copenhaga 1987 și campioană mondială universitară la Zagreb 1987. 
A primit Medalia Meritul sportiv clasa I-a.

## Biografie

### Studii
Maria Macoviciuc s-a născut în satul Baranca din comuna Hudești, județul Botoșani, în ziua de 1 august 1959, în familia lui Dumitru Macoviciuc și Maria. A urmat cursul școlii gimnaziale din Baranca și primii doi ani de liceu la școala din localitatea Alba. A făcut un curs de calificare timp de un an la Școala profesională M.I.U. din Timișoara. În anul 1978 s-a înscris la cursurile serale din cadrul Colegiului Național Bănățean, timp de doi ani, după care a terminat cursurile liceale, ultimul an, la Liceul „Ion Creangă” din București.
În anul 2001 a absolvit Facultatea de Educație Fizică și Sport din cadrul Universității din Timișoara. A obținut astfel licența și specializarea în sporturile nautice.

### Activitatea sportivă
Debutul în activitatea sportivă l-a avut în cadrul Clubului Sportiv Politehnica Timișoara începând din anul 1977, sub îndrumarea antrenorului Ladislau Wilemsz. În 1978 s-a transferat la Clubul Sportiv Voința Timișoara. Aici a avut-o ca antrenoare pe Doina Benedek (Bardas), acesta fiind clubul unde a activat până la retragerea sa din sportul de performanță. La primul concurs la care a participat a devenit campioană națională la fond pe distanța de 6000m.
În perioada 1978 - 1988 a făcut parte din lotul național de canotaj al României. A participat din 1979 până în 1988 la:
- 1979 -- cursele 4+1 vâsle la Campionatul Mondial de la Bled, Iugoslavia, obținând locul al III-lea;[2]
- 1980 -- cursele 4+1 vâsle la Jocurile Olimpice de la Moscova, obținând locul al IV-lea;[4]
- 1982 -- cursele 4+1 vâsle la Campionatul Mondial de la Lucerna, Elveția, obținând locul al III-lea;[2]
- 1983 -- cursele 4+1 vâsle la Campionatul Mondial de la Duisburg, Germania, obținând locul al IV-lea;[5]
- 1985 -- schif simplu, categoria ușoară, la Campionatul Mondial de la Hazewinkel, Belgia, unde a câștigat medalia de argint;[2]
- 1986 -- schif simplu, categoria ușoară, la Campionatul Mondial de la Nottingham, Anglia, unde a câștigat medalia de aur si titlul de campioana mondiala;[2]
- 1987 -- schif simplu, categoria ușoară, la Campionatul Mondial de la Copenhaga, Danemarca, unde a câștigat medalia de aur și titlul de campioană mondială;[2]
- 1987 -- schif simplu, categoria ușoară, la Campionatul Universitar de la Zagreb, Iugoslavia, unde a câștigat medalia de aur și titlul de campioană mondială universitară;[6]
- 1988 -- schif simplu, în Italia, unde a câștigat medalia de bronz.[2]

După anul 1988 s-a retras din activitatea competițională oficială timp de șapte ani și a urmat cursuri de perfecționare în consultanță și informatică. Împreună cu sora ei, Camelia Macoviciuc, a participat în anul 1996 la Campionatul Mondial din Strathclyde, Scoția, în proba de două rame, categoria ușoară, obținând locul al III-lea. Acesta a fost ultimul concurs de mare anvergură la care a participat.
Ca urmare a acestor rezultate de mare performanță pe care le-a obținut de-a lungul întregii cariere sportive, Maria Sava a fost decorată de statul roman cu Medalia Meritul sportiv clasa I-a.

### Reflectări în media
- Ziarul Sportul s-a referit la marele succes pe care l-a avut la Universiada din 1987:

„... Micuța, dar inimoasa și inepuizabila noastră campioană la schif simplu (categoria ușoară) a oferit tribunelor înmărmurite o mostră de ceea ce înseamnă sa fii campion al lumii, câștigând finala cu un avans uriaș nu numai de a doua clasată ci din tot restul finalistelor grupate la un nivel valoric evident departe de cel al româncei. Faptul că însuși președintele F.I.S.A. Thomas Keller a oficiat festivitatea de premiere, felicitând-o personal pe timișoreancă a fost nu numai o onoare pentru noi, dar și o mare recunoaștere venită chiar de la conducătorul canotajului internațional”.

## Distincții
- Medalia „Meritul Sportiv” clasa I (15 aprilie 1981) „pentru rezultatele deosebite obținute la Jocurile olimpice de vară de la Moscova — 1980, precum și pentru contribuția adusă la dezvoltarea activității sportive și la creșterea prestigiului sportului românesc pe plan internațional”[7]